# Winthemia okefenokeensis
Winthemia okefenokeensis är en tvåvingeart som beskrevs av Smith 1916. Winthemia okefenokeensis ingår i släktet Winthemia och familjen parasitflugor. Inga underarter finns listade i Catalogue of Life.